# Uetz
Uetz [ʏt͡s] (auf Karten auch Ütz) ist eine Ortschaft und ein Ortsteil der Stadt Tangerhütte im Süden des Landkreises Stendal in Sachsen-Anhalt.

## Geographie

### Lage
Uetz, ein Dorf mit Kirche, liegt in einem waldreichen Gebiet nahe dem westlichen Ufer der Elbe, zehn Kilometer südlich von Tangerhütte. Im Westen grenzt die Gemarkung Uetz an den Landkreis Börde. Nördlich und östlich des Dorfes beginnt das Landschutzgebiet „Elbaue-Wahlenberge“.
Nachbarorte sind Cobbel im Norden, Ringfurth im Nordosten, Kehnert im Süden und Bertingen im Südwesten.

### Ortschaftsgliederung
Zur Ortschaft Uetz gehört neben der gleichnamigen Gemarkung mit dem Dorf Uetz und einem Teil einer Gewerbefläche bei Mahlwinkel auch eine Exklave am Elbufer südlich von Sandfurth, die Gemarkung Uetz-Ringfurt.

## Geschichte

### Mittelalter bis Neuzeit
In der ersten sicheren Erwähnung des Dorfes im Landbuch der Mark Brandenburg von 1375 hieß es: „Usas liegt wüst seit 30 Jahren und länger und sein Herr ist unbekannt.“ Weitere Nennungen sind 1443 Usatz, 1478 Üsse, 1564 Vorwerk Ütz, 1785 Rittergut und Schäferei Uetz.
Vor der Deutschen Wiedervereinigung gab es im Dorf einen Konsum und eine kleine Bibliothek. Im Rahmen der Dorferneuerung wurden in den letzten Jahren die Gehwege und Zufahrten neu gebaut, das Sportlerheim, viele Häuser sowie das Kirchenschiff saniert. Uetz ist Grundschulstandort. Freiwillige Feuerwehr sowie Sportverein und Uetzer Karnevalsclub prägen das Dorfleben. Zu den Traditionen in Uetz gehört das Maibaumsetzen.

### Archäologie
In der Mitte des 20. Jahrhunderts wurde über Funde in Hausgruben altslawischer Siedlungen in Uetz berichtet.

### Ehemalige Wasserburg
In der Südwestecke des Dorfes in einer Niederung an der Uetzer Parkstraße liegen die Reste einer überbauten Wasserburg. Das frühere Gut ist mit einem teilweise zugefüllten trapezförmigen Wassergraben umgeben. Es wurde am 1. Mai 1959 als Bodendenkmal unter Schutz gestellt.

### Frühere Erwähnungen
Ob die Erwähnung von Utissize in den Jahren 1145 und 1179 in Urkunden des Klosters Nienburg das heutige Uetz betrifft gilt als unsicher. Gleiches gilt für die Nennung einer Mühle zu Osete, die im Jahr 1278 dem Kloster Neuendorf gehörte, das Leopold von Ledebur als Uetz bei Bertingen deutete.

### Herkunft des Ortsnamens
Aleksander Brückner meint, der Ortsname 1375 Usas, 1443 Usatz sei slawischen Ursprungs. Der Name wird auch als „Wiese zwischen den Wassern“ gedeutet, denn früher flossen rechts und links der Talsandfläche, auf deren südwestlichem Rand das Dorf steht, zwei Elbarme der „Burger Arm“ und der „Tanger Arm“.

### Eingemeindungen
Uetz gehörte früher zum dritten Distrikt im Magdeburgischen Holzkreis im Norden des Herzogtums Magdeburg. 1816 kam es zum Kreis Wolmirstedt in der preußischen Provinz Sachsen. Uetz war als Rittergut bis 1852 Teil des Rittergutes Kehnert. Später wird Uetz als Landgemeinde in Verzeichnissen geführt, hatte aber nach 1885 seine Eigenständigkeit verloren. Die Landgemeinde Uetz wurde am 1. April 1907 im Landkreis Wolmirstedt neu gebildet aus Grundstücken mit einer Gesamtfläche 583,5754 Hektar, die „mittels Allerhöchsten Erlasses vom 28. Juni 1906“ von der Landgemeinde Kehnert abgetrennt worden waren.
Am 25. Juli 1952 kam die Gemeinde Uetz zum Kreis Tangerhütte. Nach dessen Auflösung gehörte Uetz ab 1. Januar 1988 zum Kreis Stendal und schließlich ab 1. Juli 1994 wieder zum Landkreis Stendal.
In einem Gebietsänderungsvertrag zwischen der Stadt Tangerhütte und allen Mitgliedsgemeinden der Verwaltungsgemeinschaft Tangerhütte-Land wurde deren Eingemeindung nach Tangerhütte geregelt. Dem Vertrag stimmte der Gemeinderat Uetz am 11. Mai 2010 zu. Er wurde vom Landkreis als unterer Kommunalaufsichtsbehörde genehmigt und die Eingemeindung trat am 31. Mai 2010 in Kraft. So wurde Uetz eine Ortschaft und ein Ortsteil der „Einheitsgemeinde Stadt Tangerhütte“.

### Einwohnerentwicklung

#### Gemeinde
| Jahr | Einwohner |
| ---- | --------- |
| 1782 | [00]149   |
| 1818 | [00]190   |
| 1842 | [00]266   |
| 1867 | 308       |
| 1871 | 304       |
| 1885 | 253       |
| 1905 | 206       |
| 1910 | 331       |
| 1925 | 332       |
| 1933 | 290       |
| 1939 | 380       |
| 1946 | 460       |

| Jahr | Einwohner |
| ---- | --------- |
| 1964 | 357       |
| 1971 | 356       |
| 1981 | [00]304   |
| 1985 | [00]275   |
| 1990 | [00]250   |
| 1995 | [00]243   |
| 2000 | [00]223   |
| 2002 | [00]214   |
| 2004 | [00]211   |
| 2006 | [00]199   |
| 2008 | [00]188   |
| 2009 | [00]192   |

Quelle, wenn nicht angegeben: 1867 bis 1946 Unterlagen der Volkszählung

#### Ortsteil
| Jahr | Einwohner |
| ---- | --------- |
| 2013 | [00]167   |
| 2014 | [00]168   |
| 2018 | [00]168   |
| 2019 | [00]189   |
| 2020 | [00]192   |
| 2021 | [00]189   |
| 2022 | [0]190    |
| 2023 | [0]190    |

## Religion
- Die evangelische Kirchengemeinde Uetz gehörte früher zur Pfarrei Cobbel bei Mahlwinkel.[23] Sie wird heute betreut vom Pfarrbereich Tangerhütte im Kirchenkreis Stendal im Bischofssprengel Magdeburg der Evangelischen Kirche in Mitteldeutschland.[24] Die ältesten überlieferten Kirchenbücher für Uetz stammen aus dem Jahre 1706. Ältere Einträge sind bei Bertingen zu finden.[25]
- Die katholischen Christen gehören zur Pfarrei St. Anna in Stendal im Dekanat Stendal im Bistum Magdeburg.[26]

## Politik

### Ortsbürgermeister
Tobias Mielke ist seit Juli 2024 Ortsbürgermeister der Ortschaft Uetz.
Vorher amtierten:
- 2019 – 2024 Sandra Mischko (geb. Raebel)
- 2015 – 2017 Stefanie Schubert
- 2010 – 2015 Jörg Rudowski. Er war 2001 bis 2010 letzter Bürgermeister der Gemeinde.[29]

### Ortschaftsrat
Die Ortschaftsratswahl am 9. Juni 2024 lieferte folgende Sitzverteilung (in Klammern die Ergebnisse von 2019).
- 5 Sitze „Unabhängige Wählergemeinschaft Uetz“ UWU[32] (4 Sitze)

Eine Bewerberin nahm die Wahl nicht an, daher sind nur 4 der 5 Sitze besetzt. Gewählt wurden 3 Frauen und 2 Männer. Von 146 Wahlberechtigten hatten 105 ihre Stimme abgegeben, die Wahlbeteiligung betrug damit 71,92 Prozent.

### Wappen
Blasonierung: „Geviert von Silber und Rot; Feld 1: zwei mit dem Blatt nach unten schräggekreuzte rote Spaten, Feld 4: ein roter Hobel.“
Das Wappen wurde im Jahr 2000 vom Heraldiker Jörg Mantzsch gestaltet.
In Uetz gab es keine herausragenden geschichtlichen Ereignisse von Bedeutung. Es war seit Jahrhunderten eine kleine Landgemeinde, deren Bewohner sich hauptsächlich als Kleinbauern und Landarbeiter von der Landwirtschaft ernährten. Auch ist der Ort nicht mit Sagen und Mythen verbunden.
Das Dorf zählte nie zur Altmark, sondern gehörte dem Erzstift Magdeburg, später zum dritten Distrikt des Holzkreises, dann zum Kreis Wolmirstedt, nach der Verwaltungsreform 1952 zum Kreis Tangerhütte.
Im Jahre 1951 führte der Ort ein eigenes Siegel, das einen Spaten und einen Hobel zeigte. Während der Spaten Bezug auf die Kleinbauern von Uetz nahm, symbolisierte der Hobel die holzverarbeitende Industrie, die sich im 19. Jahrhundert hier ansiedelte. So gab es neben zwei Sargfabriken ein Sägewerk, das von einer Dampfmühle angetrieben wurde.
Mit der farblichen Darstellung wird mit den Farben Rot - Silber (Weiß) auf die Farben des Erzstiftes Magdeburg verwiesen, zu dem das Dorf einst gehörte.
Die Farben des Ortes sind – abgeleitet von der Tinktur des Schildes – : Rot - Silber (Weiß).

### Flagge
Die Ortsteilflagge ist rot-weiß-rot (1:3:1) gestreift (Hissflagge: Streifen senkrecht, Querflagge Streifen waagerecht verlaufend) mit dem aufgelegten Wappen der Gemeinde.

## Kultur und Sehenswürdigkeiten
- Die evangelische Dorfkirche Uetz, ein flach gedeckter rechteckiger Putzbau, entstand 1725 auf Initiative von Joachim Ludolff von der Schulenburg. Der quadratische Fachwerkturm trägt eine schiefergedeckte barocke Dachhaube.[34]

## Wirtschaft und Infrastruktur
Uetz liegt an der Landstraße zwischen Kehnert und Tangerhütte, von der Bundesstraße 189 erreicht man Uetz über Mahlwinkel. Im acht Kilometer entfernten Mahlwinkel bestehen Bahnanschlüsse nach Magdeburg und Stendal.
Es verkehren Linienbusse und Rufbusse von stendalbus.